# シテ・ユニヴェルシテール駅
シテ・ユニヴェルシテール駅（フランス語: Gare de Cité universitaire）はフランス・パリ南部の14区にある、パリ交通公団（RATP）RER B線とトラム3a線の駅。

## 歴史
1846年にパリ・オルレアン鉄道が旧ソー線のソー・サンチュール駅（Sceaux-Ceinture）として開業。1891年に標準軌に改軌。
駅舎は1937年にソー線がパリ・オルレアン鉄道からパリ首都圏鉄道会社（CMP）に移管される直前に再建された。駅舎設計者はロイ・ブラシェ。
1977年12月9日にソー線はRER B線となった。
2006年12月16日にトラム3a線の駅が開業。

## 駅構造

### RER

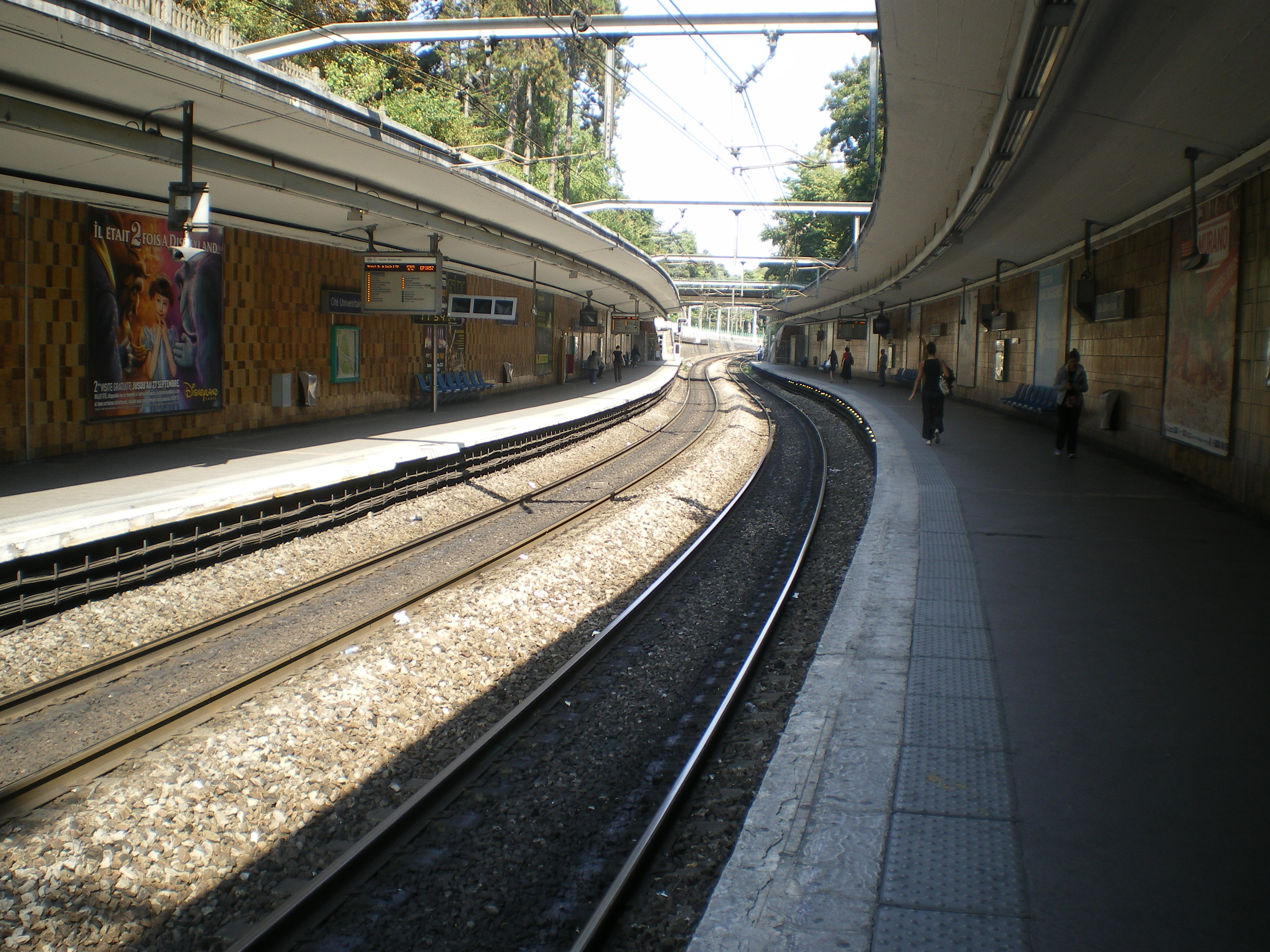
RERホーム

掘割部に相対式ホーム2面2線があり、地上部に橋上駅舎を有している。ホームのジャンティイ寄りはトンネルにかかっている。
駅舎の入り口はフランス語・英語で「ようこそ」（BIENVENUE, WELCOME）、日本語で「いらっしゃいませ」の文字が書かれている。

### トラム

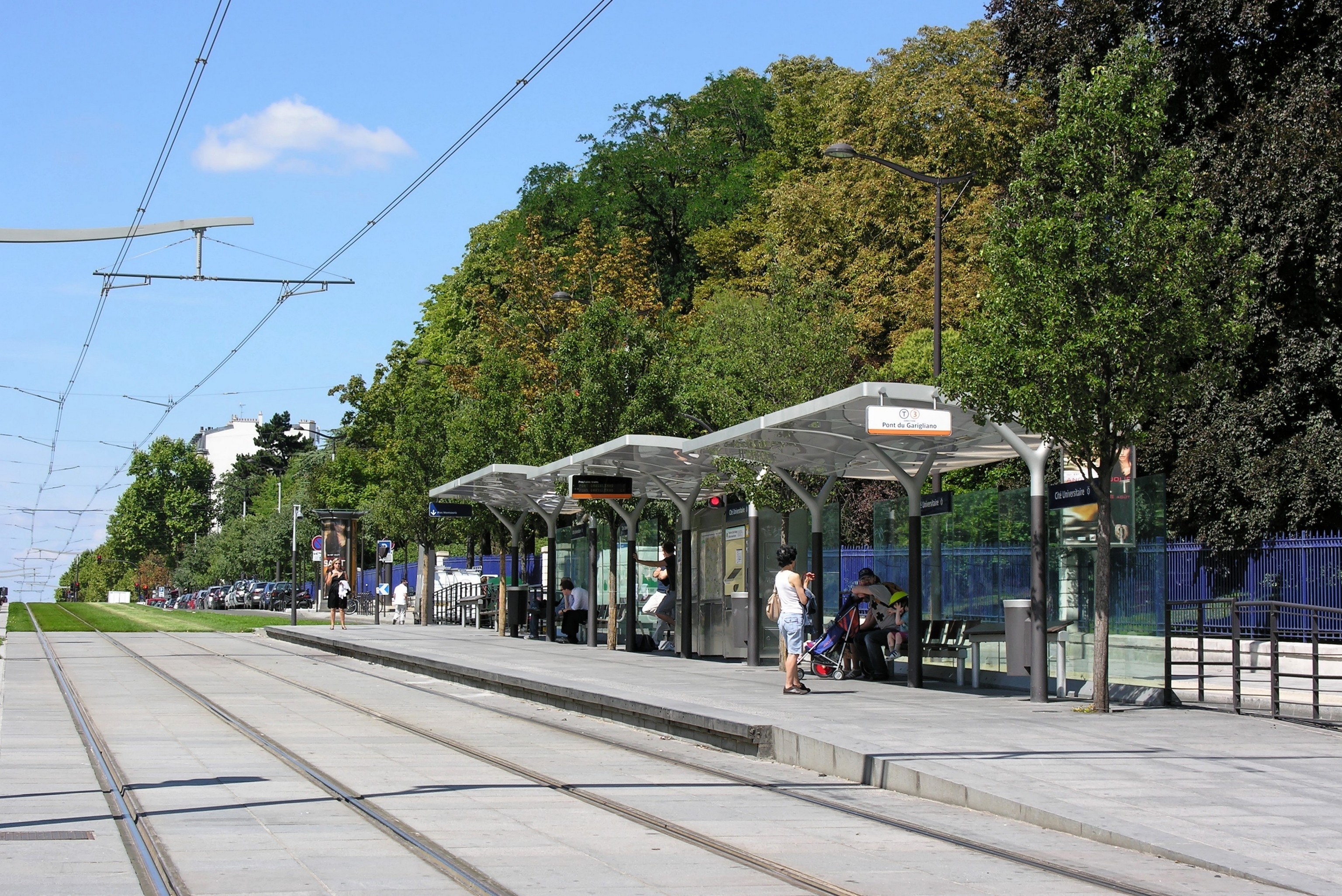
トラムホーム

ジュルダン通りの中央分離帯にある、千鳥式ホーム2面2線の地上駅。

## 利用状況
RATPの推計によると、2017年の年間利用客は7,365,818人おり、RATP管轄のRER駅の中では利用者数10位にランクインした。

## 駅周辺
駅自体がモンスリ公園の中に位置しており、RER駅舎の前方には国際大学都市がある。

## 隣の駅
| RER B線                                                                                                 | RER B線 | RER B線 |
| --- | ------- | --- |
| ダンフェール＝ロシュロー駅 オルネー・スー・ボワ シャルル・ド・ゴール空港第2TGV方面 ミトリー＝クレイ方面 |         | ジャンティイ駅 ラプラス方面 ロバンソン方面 マッシー・パレゾー方面 オルセー＝ヴィーユ方面 サン＝レミ＝レ＝シュヴルーズ方面 |
| トラム3a線                                                                                              |         | |
| モンスリー駅 ポント・ドゥ・ガリリアーノ方面                                                             |         | スタデ・シャルレティ駅 ポルト・ド・ヴァンセンヌ方面                                                                       |